# Halbenrain
Halbenrain je městys v rakouské spolkové zemi Štýrsko, v okrese Jihovýchodní Štýrsko. Území obce sousedí se Slovinskem.
K 1. lednu 2015 zde žilo 1 732 obyvatel.

## Pamětihodnosti
- Katolický farní kostel hl. Nikolaus
- Zámek Halbenrain